# 短茎异药花
短茎异药花（学名：Fordiophyton brevicaule），为野牡丹科异药花属下的一个种。

## 扩展阅读
維基物種上的相關：短茎异药花